# Cairn Island
Cairn Island är en ö i Kanada.   Den ligger i Frobisher Bay i territoriet Nunavut, i den östra delen av landet, 2 100 km norr om huvudstaden Ottawa.
Trakten runt Cairn Island består i huvudsak av gräsmarker.